# Andressa Picussa
Andressa Hermínia Gelenski Picussa est une joueuse brésilienne de volley-ball née le 22 juillet 1989 à Curitiba. Elle mesure 1,94 m et joue au poste de centrale. 

## Clubs
| Club                    | De        | À         |
| ----------------------- | --------- | --------- |
| Minas Tênis Clube       | 2007-2008 | 2008-2009 |
| Mackenzie Esporte Clube | 2009-2010 | 2009-2010 |
| Vôlei Futuro            | 2010-2011 | 2011-2012 |
| Campinas Voleibol Clube | 2012-2013 | 2012-2013 |
| EC Pinheiros            | 2013-2014 | 2013-2014 |
| Eczacıbaşı İstanbul     | jan 2014  | avr 2014  |
| Azəryol VK              | 2014-2015 | 2014-2015 |
| São Caetano             | 2015-2016 | 2016-2017 |
| Vôlei Bauru             | 2017-2018 | 2019-2020 |
| MKS Radomka Radom       | 2020-2021 | …         |

## Palmarès
- Coupe panaméricaine
  - Finaliste : 2012.